# گولوبویه
گولوبویه (به لاتین: Goluboye) یک منطقهٔ مسکونی در روسیه است که در استان آمور واقع شده‌است.